# Simon Nuber
Simon Nuber (* 28. März 1991 in Wangen im Allgäu) ist ein deutscher Radrennfahrer.

## Sportliche Laufbahn
Im Jahre 2008 gewann Nuber bei der französischen Nachwuchsrundfahrt Tour du Valromey das Trikot des besten Nachwuchsfahrers und sicherte sich in der Gesamtwertung Platz vier. 2009 gewann er unter anderem die zweite Etappe der Junioren-Rundfahrt GP Rüebliland und belegte den vierten Gesamtrang. Des Weiteren gewann er bei der Deutschen Bergmeisterschaft der Junioren die Silbermedaille und nahm für die deutsche Nationalmannschaft an der Straßenweltmeisterschaft der Junioren in Moskau teil.
2010 und 2011 stand Nuber als U23-Fahrer beim Thüringer Energie Team, einem UCI Continental Team, unter Vertrag. Er war Mitglied der deutschen U23-Nationalmannschaft. 2019 wurde er deutscher Bergmeister.

## Erfolge
2008
- Nachwuchswertung Tour du Valromey

2009
- eine Etappe GP Rüebliland
- Deutsche Bergmeisterschaft

2019
- Deutscher Bergmeister